# 范瑞君
范瑞君（1972年8月17日—），台灣女演員，國立臺北藝術大學劇場藝術研究所導演組碩士班，擁有豐富演出經驗。大學時期，范瑞君就以《阿爸的情人》中被買來的媳婦一角，讓觀眾留下深刻印象。1997年，以電視劇《少年死亡告白》拿下金鐘獎最佳女配角獎。2004年以人間關懷劇場-《天使正在對話》入圍金鐘獎最佳女主角獎。
活躍於舞台劇、電視、電影，在國立台灣藝術大學戲劇學系擔任助理教授以及副教授，也在中國文化大學表演藝術管理學程開課擔任副教授。
在三立《台灣龍捲風》飾演林麗婷，口頭禪「嚴格來說」被網友剪接成逗趣影片。。
在民視八點檔《黃金歲月》飾演院長夫人尤秀英，影迷對她自然精彩的演出給予好評。
2023年1月4日奇蹟似的完成救火任務，在由賴聲川導演的8小時史詩大作《如夢之夢》中臨時代班，要接演她從來沒有演過的角色，當日上午接下任務，11點進國家戲劇院對臺詞，下午2點就上場演出，一路演到深夜11點半！幕後工作人員感動地說：「范瑞君絕對不是人類！她連1個走位都沒有錯、連1句臺詞都沒有漏！」
2023年10月21日，以《額外旅程》獲取第58屆金鐘獎迷你劇集／電視電影最佳女配角獎，這也是她相隔26年後再次敲響金鐘。

## 電視劇
| 年份   | 頻道             | 劇名                          | 角色     |
| 1996年 | 華視             | 《莒光園地- 鼓舞》            | 張姐     |
| 1997年 | 中視             | 《少年死亡告白》              |          |
| 1998年 | 中視             | 《桃花情》                    | 呂惠妮   |
| 1998年 | 民視             | 《春天後母心》                | 吳冠芳   |
| 1998年 | 台視             | 《殺夫》                      | 林寶貴   |
| 1999年 | 大愛電視台       | 《一念之間》                  | 沙佩君   |
| 2000年 | 中視             | 《奈何花》                    | 曾美     |
| 2000年 | 三立台灣台       | 《九指新娘》                  | 張美女   |
| 2001年 | 台視             | 《逆女》                      | 徐姐     |
| 2001年 | 中視             | 《多桑與紅玫瑰》              | 阿粿姐   |
| 2002年 | 中視             | 《星砂》                      | 梅子     |
| 2003年 | 三立台灣台       | 《天地有情》                  | 劉雅玲   |
| 2003年 | 台視             | 《再見阿郎》                  | 郭靜華   |
| 2004年 | 人間衛視         | 《天使正在對話》              | 羅秀珍   |
| 2004年 | 三立台灣台       | 《台灣龍捲風》                | 林麗婷   |
| 2005年 | 三立台灣台       | 《金色摩天輪》                | 鄭桂芬   |
| 2007年 | 三立台灣台       | 《我一定要成功》              | 武芯怡   |
| 2008年 | 華視             | 《歡喜來逗陣》                | Victoria |
| 2008年 | 公視             | 《阿惜姨》                    | 阿蜜     |
| 2008年 | 公視             | 《阿才和他的朋友》            | 媽媽     |
| 2008年 | 大愛電視台       | 《愛，有你來作伴》            | 蔡桂紅   |
| 2009年 | 中視             | 《青梅竹馬》                  | 顏麗瑰   |
| 2009年 | 大愛電視台       | 《幸福一牛車》                | 何秀鳳   |
| 2010年 | 台視             | 《飯糰之家》                  | 顏媽媽   |
| 2010年 | 公視             | 《死神少女》                  | 郭采晴   |
| 2010年 | 公視             | 《回聲》                      | 葉母     |
| 2010年 | 大愛電視台       | 《一閃一閃亮晶晶》            | 采妮母   |
| 2011年 | 中視             | 《真的漢子》                  | 檢察官   |
| 2011年 | 大愛電視台       | 《讓愛飛翔》                  | 阿華     |
| 2011年 | 大愛電視台       | 《畫人生》                    | 梁丹     |
| 2011年 | 大愛電視台       | 《你的眼我的手》              | 林玉仙   |
| 2012年 | 大愛電視台       | 《守著你的我》                | 李太太   |
| 2012年 | 大愛電視台       | 《麻豆小鎮》                  | 王瑞賢   |
| 2012年 | 台視、三立都會台 | 《螺絲小姐要出嫁》            | 老闆     |
| 2016年 | 三立台灣台       | 《紫色大稻埕》                | 產婆     |
| 2016年 | 台視、三立都會台 | 《後菜鳥的燦爛時代》          | 鍾媽     |
| 2017年 | 民視             | 《外鄉女》第2單元：愛人的選擇 | 黃艷蕊   |
| 2017年 | 大愛電視台       | 《我綿一家人》                | 邱美櫻   |
| 2018年 | 公視             | 《20之後》                    | 張愛芸   |
| 2018年 | 公視             | 《賽鴿賽歌》                  | 方美月   |
| 2018年 | 網路劇           | 《半熟少年》                  | 會長     |
| 2019年 | 台視、三立都會台 | 《月村歡迎你》                | 呂燕琴   |
| 2019年 | 華視             | 《俗女養成記》                | 陳明玉   |
| 2020年 | TVBS歡樂台       | 《墜愛》                      | 王玉梅   |
| 2021年 | 大愛電視台       | 《飄洋過海來愛你》            | 蕭鳳滿   |
| 2021年 | HBO              | 《第三佈局 塵沙惑》           | 黃麗     |
| 2021年 | 民視             | 《黃金歲月》                  | 尤秀英   |
| 2021年 | Netflix          | 《華燈初上》                  | 黃如翠   |
| 2022年 | 大愛電視台       | 《你好，我是誰？》            | 金香玉   |
| 2022年 | 東森戲劇台       | 《額外旅程》                  | 李淑珍   |
| 2022年 | 愛奇藝           | 《第9節課》                   | 江心華   |
| 2023年 | 大愛電視台       | 《最佳配角》                  | 秀月     |
| 2023年 | 公視台語台       | 《阿波羅男孩》                | 黃麗芸   |
| 2025年 | 大愛電視台       | 《生日快樂》                  | 范蓮芳   |
| 2025年 | 大愛電視台       | 《九如一家人》                | 林寶秀   |
| 2025年 | 大愛電視台       | 《日日好食光》                | 楊英美   |

## 電影
- 阿爸的情人 (1995)
- 黎明之前 (1996)
- 捉姦強姦通姦 (1997)
- 惡女列傳 (1999)
- 一一 (2000)
- 浮華淡水 (2000)
- 外星人台灣現形記 (2000)
- 手機裡的眼淚 (2012)
- 逗陣ㄟ(2013)
- 愛作歹（2024）

## 舞台劇
- 表演工作坊《他和他的兩個老婆》
- 表演工作坊《絕不付帳》
- 屏風表演班《我妹妹》
- 綠光劇團《八月，在我家》
- 相聲瓦舍《緋蝶》
- 表演工作坊《暗戀桃花源》30週年紀念版
- 相聲瓦舍《沙士芭樂》
- 故事工廠《2923》─導演
- 金星文創《明星養老院》
- 表演工作坊《寶島一村》
- 表演工作坊《花吃花》
- 春河劇團《魔法阿媽》─導演
- 全民大劇團《同學會！同鞋～》音樂劇
- 表演工作坊《絕不付帳！》
- 果陀劇場《一個兄弟》
- 故事工廠《四姊妹》
- 表演工作坊《隱藏的寶藏》

## MV
- 2021年 盧廣仲《自我的介紹》[7]

## 導演作品
- 2009年 《日頭下，月光光》客家電視台
- 2018年 舞台劇《2923》故事工廠
- 2022年 舞台劇《魔法阿媽》春河劇團

## 書籍作品
- 2008年 《買房子也能賺大錢 范瑞君私房理財方法大公開》上品文化
- 2009年 《買屋賣屋黃金術 : 轉手馬上賺百萬 》上品文化
- 2019年 《范姊姊說故事：我喜歡表演》（附音檔QR Code，聽范姊姊說故事，好玩又有趣！）瑞蘭國際
- 2019年 《范姊姊說故事：我不要上學》（附音檔QR Code，聽范姊姊說故事，好玩又有趣！）瑞蘭國際
- 2019年 《范姊姊說故事：媽咪和我一起學》（附音檔QR Code，聽范姊姊說故事，好玩又有趣！）瑞蘭國際
- 2023年 《表演的魔法：人人都是大表演家，金鐘女伶范瑞君的二十五堂表演課》 時報出版
- 2024年 《那些婚姻裡不能說的故事：范瑞君短篇創作集》時報出版

## 獎項紀錄
| 年份 | 獎項         | 類別                       | 作品             | 結果 |
| ---- | ------------ | -------------------------- | ---------------- | ---- |
| 1997 | 第32屆金鐘獎 | 女配角獎                   | 《少年死亡告白》 | 獲獎 |
| 2004 | 第39屆金鐘獎 | 戲劇類女主角獎             | 《天使正在對話》 | 提名 |
| 2023 | 第58屆金鐘獎 | 迷你劇集／電視電影女配角獎 | 《額外旅程》     | 獲獎 |

## 外部連結
- 范瑞君的Facebook專頁
- 范瑞君的新浪微博
- 范瑞君在香港影庫上的簡介